# 陶朱街道
陶朱街道，中国浙江省绍兴市诸暨市下辖的一个街道。

## 行政区划
现辖：
城西社区、龙山社区、汪家桥村、城西新村、开元村、祝桥头村、红联新村、西湖村、唐山村、三都二村、三都村、刘家山村、开义村、五蓬新村、宋家畈村、丰兴村、西苑村、白门上村、白门下村、上下阁村、红门村、联合村和张乐村。

## 交通
- 沪昆铁路：诸暨东站